# Poigny-la-Forêt
Poigny-la-Forêt – miejscowość i gmina we Francji, w regionie Île-de-France, w departamencie Yvelines.
Według danych na rok 1990 gminę zamieszkiwało 825 osób, a gęstość zaludnienia wynosiła 35 osób/km² (wśród 1287 gmin regionu Île-de-France Poigny-la-Forêt plasuje się na 672. miejscu pod względem liczby ludności, natomiast pod względem powierzchni na miejscu 45.).